# Nieuw-Zeeland op de Olympische Zomerspelen 2004
Atleten uit Nieuw-Zeeland nam deel aan de Olympische Zomerspelen 2004 in Athene, Griekenland. Ten opzichte van de vorige editie werden twee gouden medailles meer gewonnen. Het aantal zilver nam toe van nul naar twee, terwijl het aantal brons van drie tot nul afnam.

## Medailleoverzicht
| Sport      | Olympiër                                        | Discipline                    | Medaille |
| ---------- | ----------------------------------------------- | ----------------------------- | -------- |
| Roeien     | Caroline Evers-Swindell Georgina Evers-Swindell | dubbel-twee (v)               | Goud     |
| Triatlon   | Hamish Carter                                   | mannen                        | Goud     |
| Wielrennen | Sarah Ulmer                                     | individuele achtervolging (v) | Goud     |
| Kanovaren  | Ben Fouhy                                       | K-1 1000m (m)                 | Zilver   |
| Triatlon   | Bevan Docherty                                  | mannen                        | Zilver   |

## Deelnemers en resultaten

### Atletiek
| Olympiër           | Discipline               | Resultaat | Prestatie                                                   |
| ------------------ | ------------------------ | --------- | ----------------------------------------------------------- |
| Jason Stewart      | 800m (m)                 | 26e       | serie 3: 5de in 1.46,24                                     |
| Nicholas Willis    | 1500m (m)                | 16e       | serie 2: 3de in 3.39,80 halve finale 2: 6de in 3.41,46      |
| Michael Aish       | 5000m (m)                | 32e       | serie 2: 17de in 13.50,00                                   |
| John Henwood       | 10000m (m)               | DNF       | niet gefinisht                                              |
| Dale Warrender     | marathon (m)             | 33e       | 2:19.42                                                     |
| Johnathon Wyatt    | marathon (m)             | 21e       | 2:17.45                                                     |
| Craig Barrett      | 50km snelwandelen (m)    | 29e       | 4:06.28                                                     |
| Stuart Farquhar    | speerwerpen (m)          | 25e       | kwalificatie groep B: 13de met 74,63m                       |
|                    |                          |           |                                                             |
| Kimberly Smith     | 5000m (v)                | 20e       | serie 1: 11de in 15.31,80                                   |
| Liza Hunter-Galvin | marathon (v)             | 51e       | 2:50.23                                                     |
| Melina Hamilton    | polsstokhoogspringen (v) | 24e       | kwalificatie groep A: 12de met 4,15m                        |
| Valerie Adams      | kogelstoten (v)          | 7e        | kwalificatie groep A: 3de met 18,79m finale: 7de met 18,56m |
| Beatrice Faumuina  | discuswerpen (v)         | 6e        | kwalificatie groep A: 3de met 64,07m finale: 6de met 63,45m |

### Badminton
| Olympiër                              | Discipline     | Resultaat | Prestatie                                                                                          |
| ------------------------------------- | -------------- | --------- | -------------------------------------------------------------------------------------------------- |
| Sara Runesten Petersen Daniel Shirley | dubbelspel (g) | 9e        | 1ste ronde: W van CAN Bourret/Julien: 15-4, 15-6 2de ronde: V van DEN Rasmussen/Olsen: 14-15, 9-15 |

### Basketbal

#### Mannen
| Olympiër | Discipline | Resultaat | Prestatie |
| --- | ---------- | --------- | --- |
| Pero Cameron Ed Book Dillon Boucher Craig Bradshaw Pero Cameron Mark Dickel Paul Henare Phillip Jones Aaron Olson Kirk Penney Tony Rampton Sean Marks Paul Winitana | mannen     | 10e       | groep A: 5de V van Italië: 69-71 V van China: 62-69 W van Servië en Montenegro: 90-87 V van Argentinië: 94-98 V van Spanje: 84-88 9-10de plek: V van Australië: 80-98 |

| Groep A |                      |             |             |             |        |        |        |        |
| #       | Land                 | Wedstrijden | Wedstrijden | Wedstrijden | Punten | Punten | Punten | Punten |
| #       | Land                 | G           | W           | V           | V      | T      | Saldo  | Punten |
| 1       | Spanje               | 5           | 5           | 0           | 405    | 349    | +56    | 10     |
| 2       | Italië               | 5           | 3           | 2           | 371    | 341    | +30    | 8      |
| 3       | Argentinië           | 5           | 3           | 2           | 414    | 396    | +18    | 8      |
| 4       | China                | 5           | 2           | 3           | 303    | 382    | -79    | 7      |
| 5       | Nieuw-Zeeland        | 5           | 1           | 4           | 399    | 413    | -14    | 6      |
| 6       | Servië en Montenegro | 5           | 1           | 4           | 377    | 388    | -11    | 6      |

| Ronde       | Datum  | Plaats               | Land  | Score         | Land |
| ----------- | ------ | -------------------- | ----- | ------------- | ---- |
| Groepsfase  |        |                      |       |               |      |
| 15 augustus | Athene | Italië               | 71-69 | Nieuw-Zeeland |      |
| 17 augustus | Athene | Nieuw-Zeeland        | 62-69 | China         |      |
| 19 augustus | Athene | Servië en Montenegro | 87-90 | Nieuw-Zeeland |      |
| 21 augustus | Athene | Nieuw-Zeeland        | 94-98 | Argentinië    |      |
| 23 augustus | Athene | Spanje               | 88-84 | Nieuw-Zeeland |      |
| 9-10de plek |        |                      |       |               |      |
| 24 augustus | Athene | Nieuw-Zeeland        | 80-98 | Australië     |      |

#### Vrouwen
| Olympiër | Discipline | Resultaat | Prestatie |
| --- | ---------- | --------- | --- |
| Megan Compain Rebecca Cotton Gina Farmer Sally Farmer Aneka Kerr Donna Loffhagen Angela Marino Julie Ofsoski Jody Tini Tania Tupu Leanne Walker Kim Wielens | vrouwen    | 8e        | groep B: 4de V van Verenigde Staten: 47-99 W van Zuid-Korea: 81-73 W van Spanje: 91-57 V van China: 77-79 V van Tsjechië: 57-74 kwartfinale: V van Australië: 55-94 7-8ste plek: V van Griekenland: 83-87 |

| Groep B |                  |             |             |             |        |        |        |        |
| #       | Land             | Wedstrijden | Wedstrijden | Wedstrijden | Punten | Punten | Punten | Punten |
| #       | Land             | G           | W           | V           | V      | T      | Saldo  | Punten |
| 1       | Verenigde Staten | 5           | 5           | 0           | 430    | 285    | +145   | 10     |
| 2       | Spanje           | 5           | 4           | 1           | 368    | 334    | +34    | 9      |
| 3       | Tsjechië         | 5           | 3           | 2           | 408    | 375    | +33    | 8      |
| 4       | Nieuw-Zeeland    | 5           | 2           | 3           | 321    | 414    | -93    | 7      |
| 5       | China            | 5           | 1           | 4           | 360    | 406    | -46    | 6      |
| 6       | Zuid-Korea       | 5           | 0           | 5           | 320    | 393    | -73    | 5      |

| Ronde       | Datum  | Plaats           | Land  | Score         | Land |
| ----------- | ------ | ---------------- | ----- | ------------- | ---- |
| Groepsfase  |        |                  |       |               |      |
| 14 augustus | Athene | Verenigde Staten | 99-47 | Nieuw-Zeeland |      |
| 16 augustus | Athene | Nieuw-Zeeland    | 81-73 | Zuid-Korea    |      |
| 18 augustus | Athene | Spanje           | 91-57 | Nieuw-Zeeland |      |
| 20 augustus | Athene | Nieuw-Zeeland    | 79-77 | China         |      |
| 22 augustus | Athene | Nieuw-Zeeland    | 57-74 | Tsjechië      |      |
| Kwartfinale |        |                  |       |               |      |
| 25 augustus | Athene | Australië        | 94-55 | Nieuw-Zeeland |      |
| 7-8ste plek |        |                  |       |               |      |
| 27 augustus | Athene | Griekenland      | 87-83 | Nieuw-Zeeland |      |

### Boksen
| Olympiër        | Discipline | Resultaat | Prestatie                                                    |
| --------------- | ---------- | --------- | ------------------------------------------------------------ |
| Soulan Pownceby | -81kg (m)  | 17e       | 1ste ronde: V van TUR Tarhan: scheidsrechterlijke beslissing |

### Boogschieten
| Olympiër      | Discipline      | Resultaat | Prestatie                                                                |
| ------------- | --------------- | --------- | ------------------------------------------------------------------------ |
| Ken Uprichard | individueel (m) | 40e       | plaatsingsronde: 54ste met 623 punten 1ste ronde: V van TPE Liu: 145-148 |

### Hockey

#### Mannen
| Olympiër | Discipline | Resultaat | Prestatie |
| --- | ---------- | --------- | --- |
| Gareth Brooks Phillip Burrows Dean Couzins Dion Gosling Bevan Hari Blair Hopping David Kosoof Wayne McIndoe James Nation Umesh Parag Mitesh Patel Kyle Pontifex Hayden Shaw Darren Smith Peter Stafford Lloyd Stephenson Simon Towns Paul Woolford | mannen     | 6e        | groep B: 3de V van Australië: 1-4 V van Nederland: 3-4 W van Argentinië: 3-1 W van India: 2-1 W van Zuid-Afrika: 4-1 5-8ste plek: W van Zuid-Korea: 4-3 5-6de plek: V van Pakistan: 2-4 |

| Groep B |               |             |             |             |             |            |            |            |        |
| #       | Land          | Wedstrijden | Wedstrijden | Wedstrijden | Wedstrijden | Doelpunten | Doelpunten | Doelpunten | Punten |
| #       | Land          | G           | W           | G           | V           | V          | T          | Saldo      | Punten |
| 1       | Nederland     | 5           | 5           | 0           | 0           | 16         | 9          | +7         | 11     |
| 2       | Australië     | 5           | 3           | 1           | 1           | 14         | 10         | +4         | 8      |
| 3       | Nieuw-Zeeland | 5           | 3           | 0           | 2           | 13         | 11         | +2         | 8      |
| 4       | India         | 5           | 1           | 1           | 3           | 11         | 13         | −2         | 5      |
| 5       | Zuid-Afrika   | 5           | 1           | 0           | 4           | 9          | 15         | −6         | 5      |
| 6       | Argentinië    | 5           | 0           | 2           | 3           | 8          | 13         | −5         | 2      |

| Ronde       | Datum  | Plaats        | Land | Score         | Land |
| ----------- | ------ | ------------- | ---- | ------------- | ---- |
| Groepsfase  |        |               |      |               |      |
| 15 augustus | Athene | Australië     | 4-1  | Nieuw-Zeeland |      |
| 17 augustus | Athene | Nieuw-Zeeland | 3-4  | Nederland     |      |
| 19 augustus | Athene | India         | 3-1  | Argentinië    |      |
| 21 augustus | Athene | Nieuw-Zeeland | 1-2  | Nieuw-Zeeland |      |
| 23 augustus | Athene | Nieuw-Zeeland | 4-1  | Zuid-Afrika   |      |
| 5-8ste plek |        |               |      |               |      |
| 25 augustus | Athene | Nieuw-Zeeland | 4-3  | Zuid-Korea    |      |
| 5-6de plek  |        |               |      |               |      |
| 27 augustus | Athene | Nieuw-Zeeland | 2-4  | Pakistan      |      |

#### Vrouwen
| Olympiër | Discipline | Resultaat | Prestatie |
| --- | ---------- | --------- | --- |
| Stacey Carr Helen Clarke Tara Drysdale Lizzy Igasan Leisen Jobe Beth Jurgeleit Suzie Muirhead Emily Naylor Meredith Orr Jaimee Provan Niniwa Roberts Rachel Robertson Kayla Sharland Rachel Sutherland Lisa Walton Diana Weavers | vrouwen    | 6e        | groep A: 4de V van China: 0-2 V van Japan: 0-2 V van Argentinië: 0-3 W van Spanje: 3-2 5-8ste plek: W van Zuid-Korea: 3-2 5-6de plek: V van Australië: 0-3 |

| Groep A |               |             |             |             |             |            |            |            |        |
| #       | Land          | Wedstrijden | Wedstrijden | Wedstrijden | Wedstrijden | Doelpunten | Doelpunten | Doelpunten | Punten |
| #       | Land          | G           | W           | G           | V           | V          | T          | Saldo      | Punten |
| 1       | China         | 4           | 4           | 0           | 0           | 11         | 2          | +9         | 12     |
| 2       | Argentinië    | 4           | 3           | 0           | 1           | 12         | 4          | +8         | 9      |
| 3       | Japan         | 4           | 2           | 0           | 2           | 5          | 7          | -2         | 6      |
| 4       | Nieuw-Zeeland | 4           | 1           | 0           | 3           | 3          | 9          | -6         | 3      |
| 5       | Spanje        | 4           | 0           | 0           | 4           | 3          | 12         | -9         | 0      |

| Ronde       | Datum  | Plaats        | Land | Score         | Land |
| ----------- | ------ | ------------- | ---- | ------------- | ---- |
| Groepsfase  |        |               |      |               |      |
| 16 augustus | Athene | Nieuw-Zeeland | 0-2  | China         |      |
| 18 augustus | Athene | Japan         | 2-0  | Nieuw-Zeeland |      |
| 20 augustus | Athene | Nieuw-Zeeland | 0-3  | Argentinië    |      |
| 22 augustus | Athene | Spanje        | 2-3  | Nieuw-Zeeland |      |
| 5-8ste plek |        |               |      |               |      |
| 24 augustus | Athene | Zuid-Korea    | 2-3  | Nieuw-Zeeland |      |
| 5-6de plek  |        |               |      |               |      |
| 27 augustus | Athene | Nieuw-Zeeland | 0-3  | Australië     |      |

### Judo
| Olympiër          | Discipline | Resultaat | Prestatie                          |
| ----------------- | ---------- | --------- | ---------------------------------- |
| Rochelle Stormont | -52kg (v)  | 19e       | 1ste ronde: V van ROU Aluaş: ippon |

### Kanovaren
| Olympiër                  | Discipline    | Resultaat | Prestatie                                         |
| ------------------------- | ------------- | --------- | ------------------------------------------------- |
| Steven Ferguson           | K-1 500m (m)  | 28e       | serie 4: 7de in 2.06,937                          |
| Ben Fouhy                 | K-1 1000m (m) | Zilver    | serie 1: 1ste in 3.26,064 finale: 2de in 3.27,413 |
| Steven Ferguson Ben Fouhy | K-2 1000m (m) | 8e        | serie 1: 2de in 3.10,388 finale: 8ste in 3.21,336 |

### Paardensport
| Olympiër                                                                    | Discipline  | Resultaat | Prestatie |
| Dressuur                                                                    | Dressuur    | Dressuur  | Dressuur |
| --------------------------------------------------------------------------- | ----------- | --------- | --- |
| Louisa Hill                                                                 | individueel | 49e       | Grand Prix: 49ste met 62,708% |
| Eventing                                                                    |             |           | |
| Matthew Grayling                                                            | individueel | 15e       | dressuur: 22ste met 47,20 strafpunten cross-country: 15de met 0 strafpunten springconcours: 1ste ronde: 39ste met 12 strafpunten 2de ronde: 3de met 4 strafpunten totaal: 63,20 strafpunten                                                              |
| Daniel Jocelyn                                                              | individueel | 29e       | dressuur: 61ste met 66,80 strafpunten cross-country: 10de met 0 strafpunten springconcours: 1ste ronde: 12de met 4 strafpunten totaal: 70,80 strafpunten                                                                                                 |
| Andrew Nicholson                                                            | individueel | 61e       | dressuur: 52ste met 63,40 strafpunten cross-country: 61ste met 72,20 strafpunten springconcours: 1ste ronde: 52ste met 14 strafpunten 2de ronde: 3de met 4 strafpunten totaal: 149,60 strafpunten                                                        |
| Blyth Tait                                                                  | individueel | 26e       | dressuur: 54ste met 63,80 strafpunten cross-country: 18de met 1,2 strafpunten springconcours: 1ste ronde: 12de met 4 strafpunten totaal: 69,00 strafpunten                                                                                               |
| Heelan Tompkins                                                             | individueel | 7e        | dressuur: 13de met 44,00 strafpunten cross-country: 4de met 0 strafpunten springconcours: 1ste ronde: 12de met 4 strafpunten 2de ronde: 3de met 4 strafpunten totaal: 52,00 strafpunten                                                                  |
| Matthew Grayling Daniel Jocelyn Andrew Nicholson Blyth Tait Heelan Tompkins | team        | 5e        | dressuur: 6de met 154,60 strafpunten cross-country: 1ste met 0 strafpunten springconcours: 4de met 12 strafpunten totaal: 176,20 strafpunten |
| Springconcours                                                              |             |           | |
| Grant Cashmore                                                              | individueel | 40e       | kwalificatie: 48ste 1ste ronde: 1ste met 0 strafpunten 2de ronde: 43ste met 12 strafpunten 3de ronde: 54ste met 21 strafpunten totaal: 33 strafpunten finale: 40ste 1ste ronde: 38ste met 20 strafpunten                                                 |
| Bruce Goodin                                                                | individueel | DNF       | kwalificatie: 1ste ronde: 74ste met 28 strafpunten 2de ronde: 65ste met 28 strafpunten 3de ronde: niet gestart |
| Daniel Meech                                                                | individueel | 13e       | kwalificatie: 29ste 1ste ronde: 63ste met 13 strafpunten 2de ronde: 24ste met 6 strafpunten 3de ronde: 7de met 1 strafpunt totaal: 20 strafpunten finale: 13de 1ste ronde: 3de met 1 strafpunt 2de ronde: 14de met 13 strafpunten totaal: 14 strafpunten |
| Guy Thomas                                                                  | individueel | 58e       | kwalificatie: 58ste 1ste ronde: 69ste met 16 strafpunten 2de ronde: 50ste met 13 strafpunten 3de ronde: 58ste met 29 strafpunten totaal: 58 strafpunten                                                                                                  |

### Roeien
| Olympiër                                          | Discipline      | Resultaat | Prestatie                                                                                                   |
| ------------------------------------------------- | --------------- | --------- | --- |
| George Bridgewater Nathan Twaddle                 | twee-zonder (m) | 4e        | serie 3: 1ste in 6.54,75 halve finale 1: 3de in 6.24,49 finale: 4de in 6.34,24                              |
| Mahé Drysdale Donald Leach Carl Meyer Eric Murray | vier-zonder (m) | 4e        | serie 3: 2de in 6.22,91 halve finale 2: 2de in 5.52,95 finale: 5de in 6.15,47                               |
|                                                   |                 |           | |
| Sonia Waddell                                     | skiff (v)       | 5e        | serie 2: 2de in 7.36,15 herkansingen: 1ste in 7.27,92 halve finale 2: 3de in 7.42,00 finale: 5de in 7.31,66 |
| Caroline Evers-Swindell Georgina Evers-Swindell   | dubbel-twee (v) | Goud      | serie 1: 1ste in 7.25,57 finale: 1ste in 7.01,79                                                            |
| Nicky Coles Juliette Haigh                        | twee-zonder (v) | 6e        | serie 2: 5de in 9.37,53 finale: 6de in 7.23,52                                                              |

### Schermen
| Olympiër     | Discipline | Resultaat | Prestatie                                |
| ------------ | ---------- | --------- | ---------------------------------------- |
| Jessica Beer | degen (m)  | 26e       | 1ste ronde: V van GRE Magkanoudaki: 8-15 |

### Schietsport
| Olympiër       | Discipline             | Resultaat | Prestatie                                                              |
| -------------- | ---------------------- | --------- | ---------------------------------------------------------------------- |
| Ryan Taylor    | 50m geweer liggend (m) | 10e       | kwalificatie: 36ste met 589 punten (97-96-99-100-99-98)                |
|                |                        |           |                                                                        |
| Nadine Stanton | dubbeltrap (v)         | 6e        | kwalificatie: 4de met 108 punten (33-37-38) finale: 6de met 137 punten |

### Tafeltennis
| Olympiër           | Discipline     | Resultaat | Prestatie |
| ------------------ | -------------- | --------- | --- |
| Li Chunli          | enkelspel (v)  | 17e       | 1ste ronde: vrij 2de ronde: W van USA Bank: 4-1 (11-8, 12-10, 11-9, 8-11, 11-9) 3de ronde: V van CHN Yining: 0-4 (8-11, 10-12, 5-11, 7-11) |
| Li Chunli Karen Li | dubbelspel (v) | 17e       | 1ste ronde: vrij 2de ronde: W van AUS Fang/Miao: 4-2 (12-10, 8-11, 6-11, 15-11, 11-2, 14-12) 3de ronde: W van GER Struse/Wosch: 4-1 (11-6, 11-7, 11-7, 10-12, 11-6) 4de ronde: V van PRK Hyang/Hyon: 2-4 (8-11, 13-11, 6-11, 13-11, 5-11, 4-11) |

### Taekwondo
| Olympiër       | Discipline | Resultaat | Prestatie                                                                 |
| -------------- | ---------- | --------- | ------------------------------------------------------------------------- |
| Verina Wihongi | -67kg (v)  | 7e        | 1ste ronde: V van GRE Mystakidou: 0-4 herkansingen: V van GUA Juarez: 1-4 |

### Triatlon
| Olympiër          | Discipline | Resultaat | Prestatie  |
| ----------------- | ---------- | --------- | ---------- |
| Hamish Carter     | mannen     | Goud      | 1:51.07,73 |
| Bevan Docherty    | mannen     | Zilver    | 1:15.15,60 |
| Nathan Richmond   | mannen     | 33e       | 1:58.01,94 |
|                   |            |           |            |
| Samantha Warriner | vrouwen    | 18e       | 2:08.42,07 |

### Wielersport
| Olympiër                                                          | Discipline                    | Resultaat | Prestatie |
| Baan                                                              | Baan                          | Baan      | Baan |
| ----------------------------------------------------------------- | ----------------------------- | --------- | --- |
| Hayden Godfrey                                                    | individuele achtervolging (m) | DNS       | kwalificatie: niet gestart                                                                                           |
| Greg Henderson                                                    | puntenkoers (m)               | 4e        | 68 punten |
| Greg Henderson Hayden Roulston                                    | ploegkoers (m)                | 7e        | 2 punten |
| Hayden Godfrey Tim Gudsell Peter Latham Matthew Randall Marc Ryan | ploegenachtervolging (m)      | 10e       | kwalificatie: 10de in 4.10,820                                                                                       |
|                                                                   |                               |           | |
| Sarah Ulmer                                                       | individuele achtervolging (v) | Goud      | kwalificatie: 1ste in 3.26,279 (WR) halve finale: W van RUS Slyusareva: 3.27,444 finale: W van AUS Mactier: 3.24,537 |
| Sarah Ulmer                                                       | puntenkoers (v)               | 5e        | 8 punten |
| Moutainbike                                                       |                               |           | |
| Kashi Leuchs                                                      | mannen                        | 20e       | 2:28.20 |
|                                                                   |                               |           | |
| Robyn Wong                                                        | vrouwen                       | 16e       | 2:10.59 |
| Weg                                                               |                               |           | |
| Heath Blackgrove                                                  | tijdrit (m)                   | 32e       | 1:03.20,11 |
| Heath Blackgrove                                                  | wegwedstrijd (m)              | DNF       | niet gefinisht |
| Julian Dean                                                       | wegwedstrijd (m)              | 15e       | 5:41.56 |
| Robin Reid                                                        | wegwedstrijd (m)              | DNF       | niet gefinisht |
| Jeremy Yates                                                      | wegwedstrijd (m)              | DNF       | niet gefinisht |
|                                                                   |                               |           | |
| Melissa Holt                                                      | wegwedstrijd (v)              | DNF       | niet gefinisht |
| Michelle Hyland                                                   | 56e                           | 3:40.43   | |
| Jo Kiesanowski                                                    | 17e                           | 3:25.42   | |

### Zeilen
| Olympiër                                 | Discipline  | Resultaat | Prestatie                                      |
| ---------------------------------------- | ----------- | --------- | ---------------------------------------------- |
| Tom Ashley                               | mistral (m) | 10e       | 98 punten: (17-7-3-18-14-8-14-18-3-3-11)       |
| Dean Barker                              | finn (m)    | 9e        | 118 punten: (5-10-7-11-7-16-DNF-12-19-20-10)   |
| Andrew Brown Jamie Hunt                  | 470 (m)     | 26e       | 200 punten: (27-24-23-23-22-13-14-10-26-25-20) |
|                                          |             |           |                                                |
| Barbara Kendall                          | mistral (v) | 5e        | 58 punten: (1-9-OCS-2-OCS-5-5-3-1-1-4)         |
| Sarah Macky                              | europe (v)  | 8e        | 92 punten: (14-4-8-19-4-20-6-4-10-10-17)       |
| Linda Dickson Shelley Hesson             | 470 (v)     | 16e       | 118 punten: (6-8-10-5-17-18-15-13-4-17-13)     |
| Sharon Ferris Kylie Jameson Joanna White | yngling (v) | 7e        | 77 punten: (15-16-3-2-2-9-11-7-12-10-9)        |
|                                          |             |           |                                                |
| Hamish Pepper                            | laser       | 7e        | 108,3 punten: (24-9-26-11-9-8-13-3-2-21)       |

### Zwemmen
| Olympiër                                                           | Discipline            | Resultaat | Prestatie                                               |
| ------------------------------------------------------------------ | --------------------- | --------- | ------------------------------------------------------- |
| Cameron Gibson                                                     | 100m vrije slag (m)   | 43e       | serie 5: 7de in 51,56                                   |
| Moss Burmester                                                     | 400m vrije slag (m)   | 28e       | serie 2: 2de in 3.57,29                                 |
| Moss Burmester                                                     | 1500m vrije slag (m)  | 28e       | serie 2: 4de in 15.56,42                                |
| Cameron Gibson                                                     | 100m rugslag (m)      | 34e       | serie 4: 6de in 56,14                                   |
| Cameron Gibson                                                     | 200m rugslag (m)      | 20e       | serie 4: 7de in 2.02,65                                 |
| Ben Labowitch                                                      | 100m schoolslag (m)   | 36e       | serie 3: 3de in 1.03,99                                 |
| Ben Labowitch                                                      | 200m schoolslag (m)   | 39e       | serie 2: 7de in 2.19,25                                 |
| Corney Swanepoel                                                   | 100m vlinderslag (m)  | 13e       | serie 7: 7de in 53,07 halve finale 2: 8ste in 52,99     |
| Moss Burmester                                                     | 200m vlinderslag (m)  | 12e       | serie 5: 5de in 1.58,13 halve finale 1: 6de in 1.58,09  |
| Dean Kent                                                          | 200m wisselslag (m)   | 14e       | serie 6: 3de in 2.01,31 halve finale 2: 7de in 2.01,94  |
| Dean Kent                                                          | 400m wisselslag (m)   | 13e       | serie 2: 1ste in 4.18,55                                |
| Cameron Gibson Ben Labowitch Corney Swanepoel Scott Talbot-Cameron | 4x100m wisselslag (m) | 12e       | serie 2: 7de in 3.42,74                                 |
|                                                                    |                       |           |                                                         |
| Alison Fitch                                                       | 50m vrije slag (v)    | 34e       | serie 5: 2de in 26,26                                   |
| Alison Fitch                                                       | 100m vrije slag (v)   | 21e       | serie 4: 3de in 56,29                                   |
| Alison Fitch                                                       | 200m vrije slag (v)   | 29e       | serie 3: 5de in 2.03,58                                 |
| Rebecca Linton                                                     | 400m vrije slag (v)   | 31e       | serie 2: 6de in 4.21,58                                 |
| Rebecca Linton                                                     | 800m vrije slag (v)   | 24e       | serie 3: 7de in 9.02,41                                 |
| Hannah McLean                                                      | 100m rugslag (v)      | 22e       | serie 5: 7de in 1.03,09                                 |
| Hannah McLean                                                      | 200m rugslag (v)      | 10e       | serie 4: 3de in 2.13,33 halve finale 2: 5de in 2.12,87  |
| Annabelle Carey                                                    | 100m schoolslag (v)   | 35e       | serie 3: 8ste in 1.13,21                                |
| Elizabeth Coster                                                   | 100m vlinderslag (v)  | 23e       | serie 2: 3de in 1.00,61                                 |
| Helen Norfolk                                                      | 200m wisselslag (v)   | 16e       | serie 4: 7de in 2.17,27 halve finale 1: 8ste in 2.17,41 |
| Helen Norfolk                                                      | 400m wisselslag (v)   | 9e        | serie 2: 4de in 4.45,21                                 |
| Nathalie Bernard Alison Fitch Rebecca Linton Helen Norfolk         | 4x200m vrije slag (v) | 13e       | serie 2: 7de in 8.14,76                                 |
| Annabelle Carey Elizabeth Coster Alison Fitch Hannah McLean        | 4x100m wisselslag (v) | 13e       | serie 1: 6de in 4.10,37                                 |

Afghanistan · Albanië · Algerije · Amerikaanse Maagdeneilanden · Amerikaans-Samoa · Andorra · Angola · Antigua en Barbuda · Argentinië · Armenië · Aruba · Australië · Azerbeidzjan · Bahama's · Bahrein · Bangladesh · Barbados · België · Belize · Benin · Bermuda · Bhutan · Bolivia · Bosnië en Herzegovina · Botswana · Brazilië · Britse Maagdeneilanden · Brunei · Bulgarije · Burkina Faso · Burundi · Cambodja · Canada · Centraal-Afrikaanse Republiek · Chili · China · Chinees Taipei · Colombia · Comoren · Congo-Brazzaville · Congo-Kinshasa · Cookeilanden · Costa Rica · Cuba · Cyprus · Denemarken · Djibouti · Dominica · Dominicaanse Republiek · Duitsland · Ecuador · Egypte · El Salvador · Equatoriaal-Guinea · Eritrea · Estland · Ethiopië · Fiji · Filipijnen · Finland · Frankrijk · Gabon · Gambia · Georgië · Ghana · Grenada · Griekenland · Groot-Brittannië · Guam · Guatemala · Guinee · Guinee‑Bissau · Guyana · Haïti · Honduras · Hongarije · Hongkong · Ierland · IJsland · India · Indonesië · Irak · Iran · Israël · Italië · Ivoorkust · Jamaica · Japan · Jemen · Jordanië · Kaaimaneilanden · Kaapverdië · Kameroen · Kazachstan · Kenia · Kirgizië · Kiribati · Koeweit · Kroatië · Laos · Lesotho · Letland · Libanon · Liberia · Libië · Liechtenstein · Litouwen · Luxemburg · Macedonië · Madagaskar · Malawi · Malediven · Maleisië · Mali · Malta · Marokko · Mauritanië · Mauritius · Mexico · Micronesië · Moldavië · Monaco · Mongolië · Mozambique · Myanmar · Namibië · Nauru · Nederland · Nederlandse Antillen · Nepal · Nicaragua · Nieuw-Zeeland · Niger · Nigeria · Noord-Korea · Noorwegen · Oeganda · Oekraïne · Oezbekistan · Oman · Oostenrijk · Oost‑Timor · Pakistan · Palau · Palestina · Panama · Papoea-Nieuw-Guinea · Paraguay · Peru · Polen · Portugal · Puerto Rico · Qatar · Roemenië · Rusland · Rwanda · Saint Kitts en Nevis · Saint Lucia · Saint Vincent en Grenadines · Salomonseilanden · Samoa · San Marino · Sao Tomé en Principe · Saoedi-Arabië · Senegal · Servië en Montenegro · Seychellen · Sierra Leone · Singapore · Slovenië · Slowakije · Soedan · Somalië · Spanje · Sri Lanka · Suriname · Swaziland · Syrië · Tadzjikistan · Tanzania · Thailand · Togo · Tonga · Trinidad en Tobago · Tsjaad · Tsjechië · Tunesië · Turkije · Turkmenistan · Uruguay · Vanuatu · Venezuela · Verenigde Arabische Emiraten · Verenigde Staten · Vietnam · Wit-Rusland · Zambia · Zimbabwe · Zuid-Afrika · Zuid-Korea · Zweden · Zwitserland